# كأس العرب 2021
كأس العرب 2021 (رسميًا: كأس العرب فيفا 2021) ويقال أحياناً له مونديال العرب. هي النسخة العاشرة من بطولة كأس العرب بتنظيم الاتحاد الدولي لكرة القدم، استضافتها قطر، وجرت مبارياتها على ملاعب كأس العالم 2022، في الفترة بين 30 نوفمبر و18 ديسمبر 2021. شارك في هذه البطولة 22 منتخباً عربياً، منها 16 منتخباً في النهائيات، كما دُعيَ جنوب السودان للمشاركة. من بين الفرق الـ 23 المشاركة، أفضل 9 فرق بناءً على تصنيف الفيفا العالمي لشهر ديسمبر 2021، تأهلت مباشرة إلى دور المجموعات، بينما لعبت الفرق الـ 14 المتبقية في التصفيات، وتأهلت سبعة فرق إلى دور المجموعات. في دور المجموعات كانت أربع مجموعات من أربعة فرق، مع تأهل أفضل فريقين من كل مجموعة إلى مرحلة خروج المغلوب. اُختُبرت تقنية نصف آلية للكشف عن التسلل في المسابقة.
هذه البطولة ليست جزءًا من تقويم الاتحاد الدولي لكرة القدم، فقد أوقفت معظم الدول المعنية دوريتها المحلية، لكن بعض المنتخبات بها عدد من اللاعبين الأساسيين عادة تم استبعادهم، ولا سيما بعض اللاعبين الذين يلعبون في أوروبا، بسبب رفض أنديتهم لتسريحهم. ومع ذلك، يعتبر الاتحاد الدولي لكرة القدم جميع المباريات على أنها مباريات دولية، وتُحتسب في تصنيف الفيفا العالمي بنفس معاملة المباريات الودية. اُعتبرت المسابقة تجربةً مُمهّدةً لبطولة كأس العالم 2022، مثل بطولة كأس القارات السابقة. تضاعفت الجوائز المالية خمس مرات مقارنة بنسخة 2012، حيث بلغ مجموعها 25.5 مليون دولار أمريكي، حصل الفائز على 5 ملايين دولار بينما تحصل الوصيف على 3 ملايين دولار وحصلت المنتخبات الأخرى على مبالغ متفاوتة حسب مراكزها. بلغ الحضور الجماهيري في جميع مراحل البطولة 571٬605 متفرجاً بمعدل 17٬863 متفرج لكل مباراة.
لعبت إجماليا 32 مباراة تم تسجيل خلالها 83 هدفاً بمعدل 2٬59 هدف لكل مباراة. أقيمت أول مباراة يوم 30 نوفمبر 2021 على ملعب أحمد بن علي في الريان، بين تونس وموريتانيا في دور المجموعات ضمن منافسات المجموعة الثانية وانتهت بفوز تونسي 5–1. أكبر نتيجة تم تسجيلها في البطولة هي 5–0 وحدثت مرتين، الأولى عندما تغلبت مصر على السودان في دور المجموعات (منافسات المجموعة الرابعة)، والمرة الثانية لما فازت قطر على الإمارات العربية المتحدة في الدور الربع النهائي، تم تسجيل خلالها أكبر حضور جماهيري في الدورة قدر عدده 63٬439 متفرجاً في استاد البيت، اعتبر فيما بعد أكبر حضور جماهيري لمباراة كرة قدم في تاريخ دولة قطر.
كُشِفَ عن كأس البطولة في 22 نوفمبر 2021، تميزت كأس هذه البطولة، بصنعها من الذهب الخالص، كما أنها تضمنت خريطة الوطن العربي وكلمة «موطني» تيمنا بقصيدة إبراهيم طوقان، وقاعدة صلبة من الذهب تمثل تكاتف العرب وتموجات جانبية تحاكي طرق تجارة العرب قديماً. وقد انطلقت جولة الكأس الخاصة بمونديال العرب قبل انطلاق البطولة، وشملت عدداً من وزارات الدولة ومؤسساتها ومدارسها، وأبرز المعالم والمواقع السياحية، مثل سوق واقف، والحي الثقافي كتارا، ومشيرب قلب الدوحة وحديقة أسباير، إضافة إلى مراكز تسوق شهيرة مثل مول قطر ودوحة فستيفال سيتي وغيرهما، سعياً إلى الترويج للبطولة، وتشجيعاً للجمهور على حجز تذاكر المباريات.
أحرزت الجزائر لقب كأس العرب للمرة الأولى بعد فوزها في المباراة النهائية أمام تونس بنتيجة 2–0 بعد الوقت الإضافي على أرضية استاد البيت في الخور بحضور 60٬456 متفرجاً. احتلت قطر المركز الثالث بعد انتصارها على مصر التي احتلت المركز الرابع. أنهى التونسي سيف الدين الجزيري الدورة كهداف البطولة حيث سجل أربعة أهداف وتحصل على الحذاء الذهبي، تحصل الجزائري ياسين إبراهيمي على جائزة الكرة الذهبية لأفضل لاعب، بينما ظفر مواطنه رايس مبولحي على جائزة القفاز الذهبي لأفضل حارس مرمى، كما تحصل منتخب المغرب على جائزة اللعب النظيف. بعد نهاية البطولة صرح جياني إنفانتينو رئيس الاتحاد الدولي لكرة القدم لقنوات بي إن سبورتس، أن بطولة كأس العرب ستستمر في المستقبل تحت طائلة الاتحاد الدولي، وقال في هذا الصدد: «سنعمل على استمرار البطولة تحت مظلة الفيفا وأؤكد أن كأس العرب ستستمر لأنها بطولة ناجحة للغاية».

## المنتخبات المشاركة

### التصفيات

تأهل البلد لكأس العرب
تأهل البلد لكأس العرب بعد خوض التصفيات
البلد لم يتأهل لكأس العرب بعد التصفيات
بلد ليس عضوا في الاتحاد العربي لكرة القدم

من بين 23 منتخباً مشاركاً، تأهلت الفرق التسعة الأولى استنادًا إلى تصنيف الفيفا العالمي لشهر أبريل 2021 مباشرة إلى دور المجموعات، بينما لعبت الفرق الـ 14 المتبقية سبع مباريات في التصفيات، مع انتقال سبعة فرق إلى دور المجموعات. في دور المجموعات، كانت هناك أربع مجموعات من أربعة فرق في شكل دورة روبن، مع تأهل أفضل فريقين حسب عدد النقاط والأهداف المسجلة من كل مجموعة إلى مرحلة خروج المغلوب، والتي تألّفت من ربع نهائي، ونصف نهائي، ومباراة فاصلة للمركز الثالث والمباراة النهائية.
أُقرِنت المنتخبات الأربعة عشر في التصفيات بناءً على تصنيف الفيفا العالمي لشهر أبريل 2021: لعب الفريق الأعلى تصنيفًا في التصفيات، عُمان ضد المنتخب الأقل تصنيفًا الصومال، لبنان صاحب المركز الثاني ضد جيبوتي الفريق الثاني الأقل تصنيفاً، وهكذا. الفرق التي فازت بمباريات التأهل 1 و2 و3 احتلت المراكز 2 و3 و4 في الوعاء 3، ووضعت الفرق المتبقية في الوعاء 4 بالترتيب.

#### النتائج
بعد التصفيات تأهل كل من السودان وعمان وموريتانيا ولبنان وفلسطين والبحرين. بينما غادر التصفيات كل من ليبيا والصومال واليمن وجيبوتي وجزر القمر والكويت. أُلغيت مباراة الأردن ونظيره جنوب السودان، بسبب حالات إصابة بفيروس كورونا لثمانية من لاعبي جنوب السودان، وقام الاتحاد الدولي لكرة القدم باحتساب الفوز لصالح الأردن بنتيجة 3–0.
| التاريخ       | منتخب 1   | النتيجة       | منتخب 2      | الملعب                     | مصادر     |
| ------------- | --------- | ------------- | ------------ | -------------------------- | --------- |
| 19 يونيو 2021 | ليبيا     | 0–1           | السودان      | استاد خليفة الدولي، الدوحة | [ en 7 ]  |
| 20 يونيو 2021 | عمان      | 2–1           | الصومال      | ملعب جاسم بن حمد، الدوحة   | [ en 8 ]  |
| 21 يونيو 2021 | الأردن    | 3–0 (لم تلعب) | جنوب السودان | استاد خليفة الدولي، الدوحة | [ en 9 ]  |
| 22 يونيو 2021 | موريتانيا | 2–0           | اليمن        | ملعب جاسم بن حمد، الدوحة   | [ en 10 ] |
| 23 يونيو 2021 | لبنان     | 1–0           | جيبوتي       | استاد خليفة الدولي، الدوحة | [ en 11 ] |
| 24 يونيو 2021 | فلسطين    | 5–1           | جزر القمر    | ملعب جاسم بن حمد، الدوحة   | [ en 12 ] |
| 25 يونيو 2021 | البحرين   | 2–0           | الكويت       | استاد خليفة الدولي، الدوحة | [ en 13 ] |

### قائمة المنتخبات
فضلت الاتحادية الجزائرية لكرة القدم والجامعة الملكية المغربية لكرة القدم المشاركة في البطولة النهائية بواسطة منتخبات المحليين، مدعومين ببعض اللاعبين الذين ينشطون في الدوريات العربية، وفضل الاتحاد العربي السعودي لكرة القدم المشاركة في البطولة بواسطة المنتخب الرديف.
المفتاح
- منتخبات تأهلت لدور المجموعات دون خوض التصفيات.
- منتخبات تأهلت لدور المجموعات عن طريق التصفيات.
- منتخبات أقصيت عن طريق التصفيات.
- بالغليظ: أي أن المنتخب بطل تلك النسخة.

| المنتخب                  | كونفيدرالية      | مشاركة رقم | المشاركات السابقة                                  | تصنيف الفيفا | المدرب               |
| ------------------------ | ---------------- | ---------- | -------------------------------------------------- | ------------ | -------------------- |
| تونس                     | الاتحاد الأفريقي | 3          | 2 (1963، 1988)                                     | 26           | منذر الكبير          |
| الجزائر                  | الاتحاد الأفريقي | 3          | 2 (1988، 1998)                                     | 33           | مجيد بوقرة           |
| المغرب                   | الاتحاد الأفريقي | 4          | 3 (1998، 2002، 2012)                               | 34           | الحسين عموتة         |
| مصر                      | الاتحاد الأفريقي | 5          | 4 (1988، 1992، 1998، 2012)                         | 46           | كارلوس كيروش         |
| قطر (المضيف)             | الاتحاد الآسيوي  | 3          | 2 (1985، 1998)                                     | 58           | فليكس سانشيز باس     |
| السعودية                 | الاتحاد الآسيوي  | 7          | 6 (1985، 1988، 1992، 1998، 2002، 2012)             | 65           | لوران بونادي         |
| العراق                   | الاتحاد الآسيوي  | 6          | 5 (1964، 1966، 1985، 1988، 2012)                   | 68           | زيليكو بتروفيتش      |
| الإمارات العربية المتحدة | الاتحاد الآسيوي  | 2          | 1 (1998)                                           | 73           | بيرت فان مارفيك      |
| سوريا                    | الاتحاد الآسيوي  | 8          | 7 (1963، 1966، 1988، 1992، 1998، 2002، 2012)       | 79           | فاليريو تيتسا        |
| عمان                     | الاتحاد الآسيوي  | 2          | 1 (1966)                                           | 80           | برانكو إيفانكوفيتش   |
| لبنان                    | الاتحاد الآسيوي  | 8          | 7 (1963، 1964، 1966، 1988، 1998، 2002، 2012)       | 93           | إيفان هاشيك          |
| الأردن                   | الاتحاد الآسيوي  | 9          | 8 (1963، 1964، 1966، 1985، 1988، 1992، 1998، 2002) | 95           | عدنان حمد            |
| البحرين                  | الاتحاد الآسيوي  | 6          | 5 (1966، 1985، 1988، 2002، 2012)                   | 99           | هيليو سوزا           |
| موريتانيا                | الاتحاد الأفريقي | 2          | 1 (1985)                                           | 101          | ديدييه غوميز دا روزا |
| فلسطين                   | الاتحاد الآسيوي  | 5          | 4 (1966، 1992، 2002، 2012)                         | 104          | مكرم دبوب            |
| السودان                  | الاتحاد الأفريقي | 4          | 3 (1998، 2002، 2012)                               | 123          | هوبير فيلود          |
| ليبيا                    | الاتحاد الأفريقي | —          | 4 (1964، 1966،1998، 2012)                          | 119          | —                    |
| جزر القمر                | الاتحاد الأفريقي | —          | —                                                  | 131          | —                    |
| اليمن                    | الاتحاد الآسيوي  | —          | 3 (1966، 2002، 2012)                               | 145          | —                    |
| الكويت                   | الاتحاد الآسيوي  | —          | 8 (1963، 1964، 1966،1988، 1992، 1998، 2002، 2012)  | 148          | —                    |
| جنوب السودان (مدعو)      | الاتحاد الأفريقي | —          | —                                                  | 169          | —                    |
| جيبوتي                   | الاتحاد الأفريقي | —          | —                                                  | 183          | —                    |
| الصومال                  | الاتحاد الأفريقي | —          | —                                                  | 197          | —                    |

1. ↑  أسماء المدربين الذين قادوا منتخباتهم في البطولة النهائية فقط.
2. ↑  المدرب الفعلي لمنتخب الجزائر للمحليين.
3. ↑  المدرب الفعلي لمنتخب المغرب للمحليين.
4. ↑  مدرب المنتخب الرديف ومساعد مدرب المنتخب الأول.

## القرعة
جرت قرعة دور المجموعات يوم 27 أبريل 2021 في تمام الساعة 21:00 بالتوقيت العربي القياسي في دار أوبرا كتارا في الدوحة. وقد أدارها مانولو زبيريا، مدير مسابقات الفيفا، وأربعة لاعبين سابقين: وائل جمعة (مصر)، ونواف التمياط (السعودية)، وهيثم مصطفى (السودان) ويونس محمود (العراق).

### الآلية
قُسِّمت الفرق الستة عشر إلى أربع مجموعات من أربعة فرق. بدأ السحب بالوعاء 1 واكتمل بالوعاء 4، حيث سُحِبَ الفريق وتخصيصه للمجموعة الأولى المتاحة في موقع الرهان (أي المرتبة الأولى للوعاء 1). صُنِّفت الدولة المضيفة قطر تلقائيًا في الوعاء 1 وعُيِّنَت في المركز أ1، بينما صُنِّفت الفرق المتبقية المتأهلة تلقائيًا في مجموعها بناءً على تصنيف فيفا العالمي لشهر أبريل 2021 (كما هو موضح بين قوسين أدناه). سوريا الفريق الأقل تصنيفًا الذي تأهل تلقائيًا انضم إلى الوعاء 3 من قبل الفائزين في مباريات التأهل 1 إلى 3، بينما احتوى الوعاء 4 على الفائزين في مباريات الدور التمهيدي من 4 إلى 7. المنتخب الجزائري بصفته بطل كأس الأمم الأفريقية 2019 وُضِعَ مباشرة على رأس المجموعة الرابعة.
| المنتخب | الترتيب |
| ------- | ------- |
| قطر     | 58      |
| تونس    | 26      |
| الجزائر | 33      |
| المغرب  | 34      |

| المنتخب                  | الترتيب |
| ------------------------ | ------- |
| مصر                      | 46      |
| السعودية                 | 65      |
| العراق                   | 68      |
| الإمارات العربية المتحدة | 73      |

| المنتخب   | الترتيب |
| --------- | ------- |
| سوريا     | 79      |
| المتأهل 1 | —       |
| المتأهل 2 | —       |
| المتأهل 3 | —       |

| المنتخب   | الترتيب |
| --------- | ------- |
| المتأهل 4 | —       |
| المتأهل 5 | —       |
| المتأهل 6 | —       |
| المتأهل 7 | —       |

### النتائج
| المرتبة | المنتخب |
| ------- | ------- |
| أ1      | قطر     |
| أ2      | العراق  |
| أ3      | عمان    |
| أ4      | البحرين |

| المرتبة | المنتخب                  |
| ------- | ------------------------ |
| ب1      | تونس                     |
| ب2      | الإمارات العربية المتحدة |
| ب3      | سوريا                    |
| ب4      | موريتانيا                |

| المرتبة | المنتخب  |
| ------- | -------- |
| ج1      | المغرب   |
| ج2      | السعودية |
| ج3      | الأردن   |
| ج4      | فلسطين   |

| المرتبة | المنتخب |
| ------- | ------- |
| د1      | الجزائر |
| د2      | مصر     |
| د3      | لبنان   |
| د4      | السودان |

## القوائم
يتعين على الفرق الوطنية الستة عشر المشاركة في البطولة تسجيل فريق من 23 لاعباً، بما في ذلك ثلاثة حراس مرمى، يتم اختيارهم من قائمة أولية مؤقتة تضم 35 لاعبا. فقط اللاعبون في هذه الفرق مؤهلون للمشاركة في البطولة. المركز المدرج لكل لاعب هو حسب قائمة الفريق الرسمية التي ينشرها الاتحاد الدولي لكرة القدم. اختير 15 لاعبًا فقط يلعبون في بطولات غير عربية في التشكيلات النهائية المكونة من 23 لاعباً: أربعة في السويد، واثنان في إنجلترا، وواحد في كل من الدنمارك، واليونان، وإندونيسيا، وماليزيا، وهولندا، ورومانيا، وروسيا، وتايلاند والولايات المتحدة.

### معلومات عامة
- كانت منتخبات قطر، والإمارات العربية المتحدة والسعودية مكونة بالكامل من لاعبي الدوريات المحلية لكل بلد.[65][66][en 16]
- منتخب سوريا كان لديه أكبر عدد من اللاعبين من اتحاد أجنبي واحد، مع سبعة لاعبين ينشطون في البحرين.[67]
- من بين الدول العربية الغير الممثلة بمنتخب وطني في البطولة، يضم الدوري الليبي أكبر عدد من اللاعبين، بثلاثة فقط، في حين كانت السويد هي الدولة غير العربية الأولى التي تضم أربع لاعبين.
- منتخب الجزائر صاحب أقل عدد من اللاعبين الذي ينشطون في الدوري المحلي حيث لعب ثمانية لاعبين فقط في الجزائر.[en 17]
- لم يكن ثلاثة لاعبين مرتبطين بأحد الأندية قبل انطلاق البطولة (الموريتانيان هارونا أبو دمبا وآدما با والفلسطيني ياسر حمد).[en 18][en 19]

إحصائيات
حسب يوم 30 نوفمبر 2021
- أكبر لاعب: معتز ياسين ( الأردن – 39 سنة و27 يوم).
- أصغر لاعب: ياسين تيطراوي ( الجزائر – 18 سنة و127 يومًا).

### المدربين حسب الدولة
يمثل المدربون بالخط الغليظ بلدانهم.
| العدد | الدولة         | المدربون                                                                         |
| ----- | -------------- | -------------------------------------------------------------------------------- |
| 3     | فرنسا          | لوران بونادي (السعودية)، ديدييه غوميز دا روزا (موريتانيا)، هوبير فيلود (السودان) |
| 2     | البرتغال       | كارلوس كيروش (مصر)، هيليو سوزا (البحرين)                                         |
| 2     | تونس           | مكرم دبوب (فلسطين)، منذر الكبير                                                  |
| 1     | الجزائر        | مجيد بوقرة                                                                       |
| 1     | كرواتيا        | برانكو إيفانكوفيتش (عمان)                                                        |
| 1     | جمهورية التشيك | إيفان هاشيك (لبنان)                                                              |
| 1     | العراق         | عدنان حمد (الأردن)                                                               |
| 1     | الجبل الأسود   | زيليكو بتروفيتش (العراق)                                                         |
| 1     | المغرب         | الحسين عموتة                                                                     |
| 1     | هولندا         | بيرت فان مارفيك (الإمارات العربية المتحدة)                                       |
| 1     | رومانيا        | فاليريو تيتسا (سوريا)                                                            |
| 1     | إسبانيا        | فليكس سانشيز باس (قطر)                                                           |

## الحكام
في أكتوبر 2021، رشح الاتحاد الدولي لكرة القدم 12 حكمًا و 24 حكمًا مساعدًا من جميع الاتحادات القارية الست، ثلاثة حكام من أمريكا الجنوبية، حكمان من آسيا وأفريقيا وأمريكا الشمالية وأوروبا، وحكم واحد من أوقيانوسيا. باستثناء أندريس ماتونتي (الأوروغواي) وفاكوندو تيلو (الأرجنتين)، كان جميع الحكام قد أداروا سابقًا مباريات في بطولة قارية. كما شارك الإيراني علي رضا فغاني، الياباني ريوجي ساتو، الغامبي باكاري غاساما، الزامبي جاني سيكازوي والنيوزيلندي ماثيو كونجر في نهائيات كأس العالم 2018 في روسيا. تم استخدام الحكام المرشحة مرتين على الأقل. وأدار الحكم الإيراني علي رضا فغاني المباراة الافتتاحية بين تونس وموريتانيا. كان الألماني دانيال سيبرت مسؤولاً عن المباراة النهائية التي جمعت تونس والجزائر، كما أنه الحكم الأكثر إدارة للمباريات في البطولة برصيد أربع مباريات.
| الإتحاد القاري  | الحكم                             | الحكام المساعدين                                        | حكام الفيديو المساعدين                                                                                          |
| --------------- | --------------------------------- | ------------------------------------------------------- | --- |
| آسيا            | علي رضا فغاني (إيران)             | محمد رضا المنصوري (إيران) محمد رضا أبو الفضلي (إيران)   | شون إيفانز (أستراليا) عبد الله المري (قطر) هيرويوكي كيمورا (اليابان)                                            |
| آسيا            | ريوجي ساتو (اليابان)              | هيروشي ياموتشي (اليابان) جون ميهارا (اليابان)           | شون إيفانز (أستراليا) عبد الله المري (قطر) هيرويوكي كيمورا (اليابان)                                            |
| أفريقيا         | باكاري غاساما (غامبيا)            | جبريل كامارا (السنغال) إلفيس نوبو (الكاميرون)           | رضوان جيد (المغرب) إبراهيم نور الدين (مصر)                                                                      |
| أفريقيا         | جاني سيكازوي (زامبيا)             | زاخيل سيويلا (جنوب أفريقيا) جيرسون دوس سانتوس (أنغولا)  | رضوان جيد (المغرب) إبراهيم نور الدين (مصر)                                                                      |
| أمريكا الشمالية | سعيد مارتينيز (هندوراس)           | والتر لوبيز (هندوراس) كريستيان راميريز (هندوراس)        | أدوناي اسودو (المكسيك) فرناندو غيريرو (المكسيك) خاير ماروفو (الولايات المتحدة)                                  |
| أمريكا الشمالية | فرناندو هيرنانديز غوميز (المكسيك) | مايكل بارويجين (كندا) كارين دياز مدينا (المكسيك)        | أدوناي اسودو (المكسيك) فرناندو غيريرو (المكسيك) خاير ماروفو (الولايات المتحدة)                                  |
| أمريكا الجنوبية | أندريس ماتونتي (الأوروغواي)       | مارتن سوبي (الأوروغواي) كارلوس باريرو (الأوروغواي)      | إيبر أكينو (باراغواي) لودان غونزالز (الأوروغواي) رافائيل تراسي (البرازيل) خوان سوتو (فنزويلا)                   |
| أمريكا الجنوبية | ويلتون سامبايو (البرازيل)         | دانيلو مانيس (البرازيل) برونو بيريس (البرازيل)          | إيبر أكينو (باراغواي) لودان غونزالز (الأوروغواي) رافائيل تراسي (البرازيل) خوان سوتو (فنزويلا)                   |
| أمريكا الجنوبية | فاكوندو تيلو (الأرجنتين)          | إزيكويل برايلوفسكي (الأرجنتين) غابرييل تشاد (الأرجنتين) | إيبر أكينو (باراغواي) لودان غونزالز (الأوروغواي) رافائيل تراسي (البرازيل) خوان سوتو (فنزويلا)                   |
| أوقيانوسيا      | ماثيو كونجر (نيوزيلندا)           | تيفيتا ماكاسيني (تونغا) برنارد موتوكيرا (جزر سليمان)    | |
| أوروبا          | شيمون مارتشينياك (بولندا)         | باوي سوكولنيكي (بولندا) توماش ليستكيويتش (بولندا)       | توماسز كوياتكوسكي (بولندا) غييرمو كوادرا فيرنانديز (إسبانيا) كريستيان دينجيرت (ألمانيا) فابيو ماريسكا (إيطاليا) |
| أوروبا          | دانيال سيبرت (ألمانيا)            | رافائيل فولتين (ألمانيا) كريستيان جيتلمان (ألمانيا)     | توماسز كوياتكوسكي (بولندا) غييرمو كوادرا فيرنانديز (إسبانيا) كريستيان دينجيرت (ألمانيا) فابيو ماريسكا (إيطاليا) |

## الملاعب
تم التأكيد بالفعل خلال القرعة على أن المباريات ستقام في ستة من الملاعب الثمانية التي ستستضيف مباريات كأس العالم 2022. في يوليو 2021، عيّن الاتحاد الدولي لكرة القدم الملاعب الستة في المدن الأربع وهي الخور، الوكرة، الريان والدوحة. تم إعادة بناء جميع الملاعب لكأس العالم 2022. وجرت المباراة الافتتاحية على استاد الجنوب في الوكرة والمباراة النهائية على أرضية استاد البيت في الخور. تتسع الملاعب الستة لما لا يقل عن 40 ألف متفرج. أكبر ملعب هو استاد البيت في الخور بسعة 60 ألف متفرج، في حين أن الملاعب الثلاثة الأصغر استاد الجنوب، استاد 974، واستاد الثمامة تتسع لـ 40 ألف متفرج فقط.
| الخور         | الوكرة                  | مواقع المدن في قطرالدوحة الخور الوكرة الريانكأس العرب 2021 (قطر)            |
| استاد البيت   | استاد الجنوب            | مواقع المدن في قطرالدوحة الخور الوكرة الريانكأس العرب 2021 (قطر)            |
| السعة: 60٬000 | السعة: 40٬000           | مواقع المدن في قطرالدوحة الخور الوكرة الريانكأس العرب 2021 (قطر)            |
|               |                         | مواقع المدن في قطرالدوحة الخور الوكرة الريانكأس العرب 2021 (قطر)            |
| الدوحة        | الريان                  | مواقع المدن في قطرالدوحة الخور الوكرة الريانكأس العرب 2021 (قطر)            |
| استاد الثمامة | استاد المدينة التعليمية | مواقع المدن في قطرالدوحة الخور الوكرة الريانكأس العرب 2021 (قطر)            |
| السعة: 40٬000 | السعة: 45٬350           | مواقع المدن في قطرالدوحة الخور الوكرة الريانكأس العرب 2021 (قطر)            |
|               |                         | مواقع الملاعب في الدوحةالمدينة التعليمية 974 الثمامةكأس العرب 2021 (الدوحة) |
| الدوحة        | الريان                  |                                                                             |
| استاد 974     | ملعب أحمد بن علي        |                                                                             |
| السعة: 40٬000 | السعة: 44٬740           |                                                                             |
|               |                         |                                                                             |

## النظام
من بين 23 منتخباً مشاركاً، تأهلت الفرق التسعة الأولى استنادًا إلى تصنيف الفيفا العالمي لشهر أبريل 2021 مباشرة إلى دور المجموعات، بينما لعبت الفرق الـ 14 المتبقية سبع مباريات في التصفيات، والتي تأهلت منها سبعة منتخبات إلى المرحلة التالية. في دور المجموعات، تم تقسيم الفرق إلى أربع مجموعات من أربعة فرق، تأهل أفضل فريقين من كل مجموعة إلى الربع النهائي.

### معايير كسر التعادل
يُحدد ترتيب الفرق في دور المجموعات على النحو التالي:
1. النقاط التي يحصل عليها في جميع مباريات المجموعة (ثلاث نقاط للفوز، نقطة للتعادل ولا شيء للهزيمة).
2. فارق الأهداف في جميع مباريات المجموعة.
3. عدد الأهداف المسجلة في جميع مباريات المجموعة.
4. النقاط التي حصل عليها في المباريات التي لعبت بين الفرق المعنية.
5. فارق الأهداف في المباريات التي لعبت بين الفرق المعنية.
6. عدد الأهداف المسجلة في المباريات التي لعبت بين الفرق المعنية.
7. نقاط اللعب النظيف في جميع مباريات المجموعة (يمكن تطبيق خصم واحد فقط على لاعب في مباراة واحدة):
8. سحب القرعة.

أخذ نظام نقاط اللعب النظيف في الاعتبار البطاقات الصفراء والحمراء المستلمة في جميع مباريات مرحلة المجموعات، مع خصم النقاط كما هو موضح في القائمة التالية:
- البطاقات الصفراء: نقطة واحدة.
- البطاقات الحمراء غير المباشرة (البطاقات الصفراء الثانية): 3 نقاط.
- البطاقات الحمراء المباشرة: 4 نقاط.
- البطاقات الصفراء والبطاقات الحمراء المباشرة: 5 نقاط.

تضمنت مرحلة خروج المغلوب جميع المراحل من الربع النهائي إلى النهائي. تقدمَ الفائز في كل مباراة إلى المرحلة التالية واستُبعدَ الخاسر. لعبت الفرق الخاسرة من الدور نصف النهائي مباراة تحديد المركز الثالث. وفي المباراة النهائية، حصل الفائز على كأس العرب. في جميع الحالات النهائية التي انتهت فيها المباراة بالتعادل، اُحتسبَ وقت إضافي. وأمّا المباريات التي استمرّ التعادل فيه بعد الوقت الإضافي فقد حُسمتْ بركلات الجزاء الترجيحية.

### الرزنامة
| المباراة             | التواريخ                   |
| دور المجموعات        | دور المجموعات              |
| -------------------- | -------------------------- |
| الجولة الأولى        | 30 نوفمبر – 1 ديسمبر 2021  |
| الجولة الثانية       | 3–4 ديسمبر 2021            |
| الجولة الثالثة       | 6–7 ديسمبر 2021            |
| مرحلة خروج المغلوب   |                            |
| ربع النهائي          | 10 ديسمبر – 11 ديسمبر 2021 |
| نصف النهائي          | 15 ديسمبر 2021             |
| مباراة المركز الثالث | 18 ديسمبر 2021             |
| النهائي              | 18 ديسمبر 2021             |

## حفل الافتتاح
أقيم حفل الافتتاح في 30 نوفمبر 2021، الساعة 5:00 مساءً بالتوقيت المحلي على استاد البيت في الخور، قبل انطلاق مباراة قطر والبحرين. شارك في الحفل 220 راقصًا و 75 موسيقيًا و 45 من قادة المشجعين من 48 دولة مختلفة، ويتألف من عروض موسيقية وعرض للتاريخ العربي. ترى استخدام الصور المجسمة لإظهار مشاهير المطربين مثل المغنية فيروز. تم غناء مجموعة من الأناشيد الوطنية لجميع الدول المشاركة (بما في ذلك الدول المشاركة في التصفيات)، من قبل ثنائي ذكر وأنثى مصحوبًا بأخر على البيانو، مع عرض أعلام الدول على العشب ضوئيا مع كل نشيد. واختتم الحفل، الذي أقيم بحضور رئيس الفيفا جياني إنفانتينو، وأمير قطر تميم بن حمد آل ثاني، بعرض للألعاب النارية.

## دور المجموعات
تم تقسيم الدول المتنافسة إلى أربعة مجموعات من أربعة فرق. لعبت الفرق في كل مجموعة بعضها البعض في دورة روبن، مع تقدم الفريقين الأولين إلى مرحلة خروج المغلوب. تأهلت أربع فرق أفريقية وأربع فرق آسيوية إلى مرحلة خروج المغلوب.
- الأوقات كلها حسب التوقيت المحلي: التوقيت العربي القياسي (ت ع م+03:00)

### المجموعة الأولى
| م | الفريق  | لعب | ف | ت | خ | أ.له | أ.ع | أ.ف | نقاط | التأهل                       |
| - | ------- | --- | - | - | - | ---- | --- | --- | ---- | ---------------------------- |
| 1 | قطر (H) | 3   | 3 | 0 | 0 | 6    | 1   | +5  | 9    | يتقدم إلى مرحلة خروج المغلوب |
| 2 | عمان    | 3   | 1 | 1 | 1 | 5    | 3   | +2  | 4    | يتقدم إلى مرحلة خروج المغلوب |
| 3 | العراق  | 3   | 0 | 2 | 1 | 1    | 4   | −3  | 2    |                              |
| 4 | البحرين | 3   | 0 | 1 | 2 | 0    | 4   | −4  | 1    |                              |

| العراق                     | 1–1   | عمان                   |
| -------------------------- | ----- | ---------------------- |
| - عبد الكريم 8+90' (ركلة.) | تقرير | - اليحيائي 78' (ركلة.) |

| قطر        | 1–0   | البحرين |
| ---------- | ----- | ------- |
| - حاتم 69' | تقرير |         |

| البحرين | 0–0   | العراق |
| ------- | ----- | ------ |
|         | تقرير |        |

| عمان          | 1–2   | قطر                                      |
| ------------- | ----- | ---------------------------------------- |
| - الهاجري 74' | تقرير | - عفيف 32' (ركلة.) - دوربين 8+90' (ه.ذ.) |

| عمان                                          | 3–0   | البحرين |
| --------------------------------------------- | ----- | ------- |
| - م. العلوي 41' - أ. العلوي 50' - الهاجري 59' | تقرير |         |

| قطر                                  | 3–0   | العراق |
| ------------------------------------ | ----- | ------ |
| - علي 82' - عفيف 84' - الهيدوس 90+4' | تقرير |        |

### المجموعة الثانية
| م | الفريق                   | لعب | ف | ت | خ | أ.له | أ.ع | أ.ف | نقاط | التأهل                       |
| - | ------------------------ | --- | - | - | - | ---- | --- | --- | ---- | ---------------------------- |
| 1 | تونس                     | 3   | 2 | 0 | 1 | 6    | 3   | +3  | 6    | يتقدم إلى مرحلة خروج المغلوب |
| 2 | الإمارات العربية المتحدة | 3   | 2 | 0 | 1 | 3    | 2   | +1  | 6    | يتقدم إلى مرحلة خروج المغلوب |
| 3 | سوريا                    | 3   | 1 | 0 | 2 | 4    | 4   | 0   | 3    |                              |
| 4 | موريتانيا                | 3   | 1 | 0 | 2 | 3    | 7   | −4  | 3    |                              |

| تونس                                                     | 5–1   | موريتانيا             |
| -------------------------------------------------------- | ----- | --------------------- |
| - الجزيري 39'، 2+45' - بالعربي 42'، 51' - المساكني 1+90' | تقرير | - بسام 12+45' (ركلة.) |

| الإمارات العربية المتحدة | 2–1   | سوريا         |
| ------------------------ | ----- | ------------- |
| - كايو 24' - صالح 30'    | تقرير | - السلامة 60' |

| موريتانيا | 0–1   | الإمارات العربية المتحدة |
| --------- | ----- | ------------------------ |
|           | تقرير | - إبراهيم 3+90'          |

| سوريا                 | 2–0   | تونس |
| --------------------- | ----- | ---- |
| - كاسكاو 4' - عنز 47' | تقرير |      |

| سوريا       | 1–2   | موريتانيا                  |
| ----------- | ----- | -------------------------- |
| - البحر 52' | تقرير | - سويعد 50' - الطنجي 90+5' |

| تونس          | 1–0   | الإمارات العربية المتحدة |
| ------------- | ----- | ------------------------ |
| - الجزيري 10' | تقرير |                          |

### المجموعة الثالثة
| م | الفريق   | لعب | ف | ت | خ | أ.له | أ.ع | أ.ف | نقاط | التأهل                       |
| - | -------- | --- | - | - | - | ---- | --- | --- | ---- | ---------------------------- |
| 1 | المغرب   | 3   | 3 | 0 | 0 | 9    | 0   | +9  | 9    | يتقدم إلى مرحلة خروج المغلوب |
| 2 | الأردن   | 3   | 2 | 0 | 1 | 6    | 5   | +1  | 6    | يتقدم إلى مرحلة خروج المغلوب |
| 3 | السعودية | 3   | 0 | 1 | 2 | 1    | 3   | −2  | 1    |                              |
| 4 | فلسطين   | 3   | 0 | 1 | 2 | 2    | 10  | −8  | 1    |                              |

| المغرب                                              | 4–0   | فلسطين |
| --------------------------------------------------- | ----- | ------ |
| - الناهيري 31' - حفيظي 56'، 64' - بانون 87' (ركلة.) | تقرير |        |

| السعودية | 0–1   | الأردن               |
| -------- | ----- | -------------------- |
|          | تقرير | - الدوسري 62' (ه.ذ.) |

| الأردن | 0–4   | المغرب                                                    |
| ------ | ----- | --------------------------------------------------------- |
|        | تقرير | - جبران 4' - بانون 25' - الشيبي 3+45' - رحيمي 88' (ركلة.) |

| فلسطين       | 1–1   | السعودية      |
| ------------ | ----- | ------------- |
| - باسم 2+45' | تقرير | - الحمدان 81' |

| المغرب                   | 1–0   | السعودية |
| ------------------------ | ----- | -------- |
| - البركاوي 45+4' (ركلة.) | تقرير |          |

| الأردن                                                                   | 5–1   | فلسطين     |
| ------------------------------------------------------------------------ | ----- | ---------- |
| - عبد الرحمن 9' (ركلة.) - الدردور 24' - المرضي 82' - النعيمات 86'، 90+1' | تقرير | - صيام 44' |

### المجموعة الرابعة
| م | الفريق  | لعب | ف | ت | خ | أ.له | أ.ع | أ.ف | نقاط | التأهل                       |
| - | ------- | --- | - | - | - | ---- | --- | --- | ---- | ---------------------------- |
| 1 | مصر     | 3   | 2 | 1 | 0 | 7    | 1   | +6  | 7    | يتقدم إلى مرحلة خروج المغلوب |
| 2 | الجزائر | 3   | 2 | 1 | 0 | 7    | 1   | +6  | 7    | يتقدم إلى مرحلة خروج المغلوب |
| 3 | لبنان   | 3   | 1 | 0 | 2 | 1    | 3   | −2  | 3    |                              |
| 4 | السودان | 3   | 0 | 0 | 3 | 0    | 10  | −10 | 0    |                              |

1. 1 2  نقاط اللعب النظيف: الجزائر (11–)، مصر (6–)

| الجزائر                                        | 4–0   | السودان |
| ---------------------------------------------- | ----- | ------- |
| - بونجاح 11'، 37' - بن العمري 43' - سوداني 46' | تقرير |         |

| مصر                | 1–0   | لبنان |
| ------------------ | ----- | ----- |
| - قفشة 71' (ركلة.) | تقرير |       |

| لبنان | 0–2   | الجزائر                       |
| ----- | ----- | ----------------------------- |
|       | تقرير | - إبراهيمي 69' - مزياني 3+90' |

| السودان | 0–5   | مصر                                                            |
| ------- | ----- | -------------------------------------------------------------- |
|         | تقرير | - رفعت 4' - زيزو 13' (ركلة.) - الونش 31' - فيصل 57' - شريف 80' |

| الجزائر     | 1–1   | مصر                   |
| ----------- | ----- | --------------------- |
| - توقاي 19' | تقرير | - السولية 60' (ركلة.) |

| لبنان                  | 1–0   | السودان |
| ---------------------- | ----- | ------- |
| - أبو عشرين 76' (ه.ذ.) | تقرير |         |

## مرحلة خروج المغلوب
مرحلة خروج المغلوب هي المرحلة الثانية والأخيرة من البطولة، بعد مرحلة المجموعات. بدأت في 10 ديسمبر مع ربع النهائي وانتهت في 18 ديسمبر اثر المباراة النهائية التي أقيمت على استاد البيت في الخور. تقدم أفضل فريقين من كل مجموعة (8 في المجموع)، إلى مرحلة خروج المغلوب للتنافس في بطولة إقصاء فردية. كما تم لعب مباراة تحديد المركز الثالث بين الفريقين الخاسرين في نصف النهائي. إذا كانت نتيجة المباراة متعادلة في نهاية وقت اللعب الأصلي، يتم لعب وقت إضافي (شوطان كل منهما 15 دقيقة) وتتبعها، إذا لزم الأمر، بركلات الجزاء الترجيحية لتحديد الفائزين. يوجد أدناه قوس لمرحلة خروج المغلوب من البطولة، تشير الفرق المكتوبة بخط عريض إلى الفائزين بالمباراة.

### القوس
تكونت مرحلة خروج المغلوب من ثمانية منتخبات أربعة أفريقية وأربعة آسيوية. من بين ثمانية مباريات، انتهت أربعة في الوقت الأصلي واثنتين بعد الوقت الإضافي، بينما حسمت مبارتان بركلات الجزاء الترجيحية.
- الأوقات كلها حسب التوقيت المحلي: التوقيت العربي القياسي (ت ع م+03:00).[79]

|  | ربع النهائي                                 | ربع النهائي                       |                                |       | نصف النهائي          | نصف النهائي          |  |  | النهائي | النهائي |
|  |                                             |                                   |                                |       |                      |                      |  |  |         |         |
|  | 10 ديسمبر – استاد المدينة التعليمية، الريان |                                   |                                |       |                      |                      |  |  |         |         |
|  |                                             |                                   |                                |       |                      |                      |  |  |         |         |
|  | تونس                                        | 2                                 |                                |       |                      |                      |  |  |         |         |
|  | تونس                                        | 2                                 | 15 ديسمبر – استاد 974، الدوحة  |       |                      |                      |  |  |         |         |
|  | عمان                                        | 1                                 |                                |       |                      |                      |  |  |         |         |
|  | عمان                                        | 1                                 | تونس                           | 1     |                      |                      |  |  |         |         |
|  | 11 ديسمبر – استاد الجنوب، الوكرة            |                                   | تونس                           | 1     |                      |                      |  |  |         |         |
|  |                                             | مصر                               | 0                              |       |                      |                      |  |  |         |         |
|  | مصر (ب.و.إ.)                                | مصر                               | 0                              | 3     |                      |                      |  |  |         |         |
|  | مصر (ب.و.إ.)                                |                                   | 18 ديسمبر – استاد البيت، الخور | 3     |                      |                      |  |  |         |         |
|  | الأردن                                      | 1                                 |                                |       |                      |                      |  |  |         |         |
|  | الأردن                                      | 1                                 | تونس                           | 0     |                      |                      |  |  |         |         |
|  | 10 ديسمبر – استاد البيت، الخور              |                                   | تونس                           | 0     |                      |                      |  |  |         |         |
|  |                                             | الجزائر (ب.و.إ.)                  | 2                              |       |                      |                      |  |  |         |         |
|  | قطر                                         | الجزائر (ب.و.إ.)                  | 2                              | 5     |                      |                      |  |  |         |         |
|  | قطر                                         | 15 ديسمبر – استاد الثمامة، الدوحة |                                | 5     |                      |                      |  |  |         |         |
|  | الإمارات العربية المتحدة                    | 0                                 |                                |       |                      |                      |  |  |         |         |
|  | الإمارات العربية المتحدة                    | 0                                 | قطر                            | 1     |                      |                      |  |  |         |         |
|  | 11 ديسمبر – استاد الثمامة، الدوحة           |                                   | قطر                            | 1     |                      |                      |  |  |         |         |
|  |                                             | الجزائر                           | 2                              |       | مباراة المركز الثالث | مباراة المركز الثالث |  |  |         |         |
|  | المغرب                                      | الجزائر                           | 2                              | 2 (3) | مباراة المركز الثالث | مباراة المركز الثالث |  |  |         |         |
|  | المغرب                                      |                                   | 18 ديسمبر – استاد 974، الدوحة  | 2 (3) |                      |                      |  |  |         |         |
|  | الجزائر (ج.)                                | 2 (5)                             |                                |       |                      |                      |  |  |         |         |
|  | الجزائر (ج.)                                | 2 (5)                             | مصر                            | 0 (4) |                      |                      |  |  |         |         |
|  |                                             |                                   |                                |       |                      |                      |  |  |         |         |
|  | قطر (ج.)                                    | 0 (5)                             |                                |       |                      |                      |  |  |         |         |
|  | قطر (ج.)                                    | 0 (5)                             |                                |       |                      |                      |  |  |         |         |

### ربع النهائي
| تونس                         | 2–1   | عمان         |
| ---------------------------- | ----- | ------------ |
| - الجزيري 16' - المساكني 69' | تقرير | - العلوي 66' |

| قطر                                                                       | 5–0   | الإمارات العربية المتحدة |
| ------------------------------------------------------------------------- | ----- | ------------------------ |
| - سالمين 6' (ه.ذ.) - علي 28' (ركلة.)، 45+3' - خوخي 36' (ركلة.) - حاتم 44' | تقرير |                          |

| مصر                                  | 3–1 (ب.و.إ.) | الأردن         |
| ------------------------------------ | ------------ | -------------- |
| - حمدي 45+1' - رفعت 100' - داود 120' | تقرير        | - النعيمات 12' |

| المغرب                             | 2–2 (ب.و.إ.) | الجزائر                                       |
| ---------------------------------- | ------------ | --------------------------------------------- |
| - الناهيري 64' - بانون 111'        | تقرير        | - إبراهيمي 62' (ركلة.) - بلايلي 102'          |
| ركلات الترجيح                      |              |                                               |
| - رحيمي - بانون - جبران - البركاوي | 3–5          | - بلايلي - بن دبكة - بدران - بن عيادة - توقاي |

### نصف النهائي
| تونس                   | 1–0   | مصر |
| ---------------------- | ----- | --- |
| - السولية 90+5' (ه.ذ.) | تقرير |     |

| قطر             | 1–2   | الجزائر                         |
| --------------- | ----- | ------------------------------- |
| - مونتاري 90+7' | تقرير | - بن العمري 59' - بلايلي 90+17' |

### مباراة المركز الثالث
| مصر                                                  | 0–0 (ب.و.إ.) | قطر                                                 |
| ---------------------------------------------------- | ------------ | --------------------------------------------------- |
|                                                      | تقرير        |                                                     |
| ركلات الترجيح                                        |              |                                                     |
| - قفشة - السولية - حجازي - أبو الفتوح - توفيق - شريف | 4–5          | - الهيدوس - خوخي - حسن - علاء الدين - عفيف - بوضياف |

### النهائي
| تونس | 0–2 (ب.و.إ.) | الجزائر                       |
| ---- | ------------ | ----------------------------- |
|      | تقرير        | - سعيود 99' - إبراهيمي 120+5' |

## الإحصائيات

### الهدافون
سُجِّل 83 هدفًا في 32 مباراة، بمتوسط 2.59 هدفاً في المباراة الواحدة.
4 أهداف
- سيف الدين الجزيري

3 أهداف
| - ياسين إبراهيمي - يزن النعيمات | - بدر بانون - المعز علي |  |

هدفين
| - يوسف بلايلي - بغداد بونجاح - جمال بن العمري - أحمد رفعت | - عبد الإله حفيظي - محمد الناهيري - أرشد العلوي - خالد الهاجري | - أكرم عفيف - عبد العزيز حاتم - فراس بالعربي - يوسف المساكني |

هدف واحد
| - طيب مزياني - أمير سعيود - هلال سوداني - محمد أمين توغاي - مروان داود - حسين فيصل - محمود حمدي الونش - محمد مجدي قفشة - عمرو السولية - محمد شريف - أحمد سيد زيزو - حسن عبد الكريم - بهاء عبد الرحمن | - حمزة الدردور - محمود المرضي - مولاي أحمد خليل - محمد سويعد - حمية الطنجي - محمد الشيبي - كريم البركاوي - يحيى جبران - سفيان رحيمي - المنذر ربيع العلوي - صلاح اليحيائي - محمد باسم - تامر صيام | - حسن الهيدوس - بوعلام خوخي - محمد مونتاري - عبد الله الحمدان - محمود البحر - محمد عنز - ورد السلامة - أوليفر كاسكاو - كايو كانيدو - علي صالح - خليل إبراهيم |

هدف ذاتي
| - عمرو السولية (ضد تونس) - خليفة الدوسري (ضد الأردن) | - فهمي دوربين (ضد قطر) - علي أبو عشرين (ضد لبنان) | - علي سالمين (ضد قطر) |

### صناعة الأهداف
4 أهداف
- أكرم عفيف

هدفين
| - بغداد بونجاح | - محمد الشيبي | - عبد الله فواز |

هدف وحيد
| - يوسف بلايلي - حسين بن عيادة - سفيان بن دبكة - جمال بن العمري - ياسين إبراهيمي - رايس مبولحي - هلال سوداني - محمد مجدي قفشة - حسين فيصل - أحمد رفعت - أحمد سيد زيزو - محمد شريف | - ياسين البخيت - رجائي عايد - علي علوان - هيثم عسيري - وليد أزارو - أشرف بن شرقي - عبد الإله حفيظي - وليد الكرتي - مروان سعدان - أرشد العلوي - أمجد الحارثي - معتز صالح | - محمود أبو وردة - تامر صيام - إسماعيل محمد - خالد منير - محمود البحر - محمد أمين بن حميدة - يوسف المساكني - نعيم سليتي - بندر الأحبابي - كايو كانيدو |

### الترتيب النهائي
استند الترتيب على نتائج المنتخبات في المسابقة، وصُنِّفت الفرق الستة عشرة على أساس المعايير التي استخدمت من قبل الاتحاد الدولي لكرة القدم. وفقا لاتفاقية الإحصائيات في كرة القدم، المباريات التي تنتهي في الوقت الإضافي تحسب ضمن الانتصارات والهزائم، في حين تحسب المباريات التي تنتهي بركلات الجزاء الترجيحية على انها تعادلات. وكان الترتيب النهائي على النحو التالي:

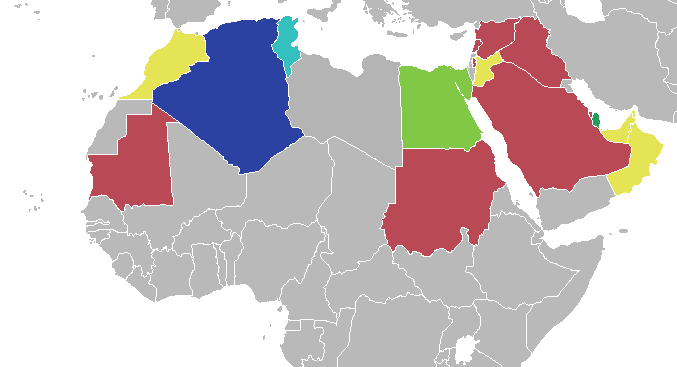
خريطة نتائج المنتخبات المشاركة في البطولة:
البطل
الوصيف
المركز الثالث
المركز الرابع
ربع النهائي
مرحلة المجموعات

| البطل الوصيف المركز الثالث | المركز الرابع ربع النهائي مرحلة المجموعات |

| المرتبة                        | المنتخب                  | المجموعة | لعب | فاز | عدل | خسر | له | عليه | الفارق | النقاط |
| ------------------------------ | ------------------------ | -------- | --- | --- | --- | --- | -- | ---- | ------ | ------ |
| 1                              | الجزائر                  | الرابعة  | 6   | 4   | 2   | 0   | 13 | 4    | 9+     | 14     |
| 2                              | تونس                     | الثانية  | 6   | 4   | 0   | 2   | 9  | 6    | 3+     | 12     |
| 3                              | قطر                      | الأولى   | 6   | 4   | 1   | 1   | 12 | 3    | 9+     | 13     |
| 4                              | مصر                      | الرابعة  | 6   | 3   | 2   | 1   | 10 | 3    | 7+     | 11     |
| ودعوا البطولة من الربع النهائي |                          |          |     |     |     |     |    |      |        |        |
| 5                              | المغرب                   | الثالثة  | 4   | 3   | 1   | 0   | 11 | 2    | 9+     | 10     |
| 6                              | الأردن                   | الثالثة  | 4   | 2   | 0   | 2   | 7  | 8    | 1−     | 6      |
| 7                              | الإمارات العربية المتحدة | الثانية  | 4   | 2   | 0   | 2   | 3  | 7    | 4−     | 6      |
| 8                              | عمان                     | الأولى   | 4   | 1   | 1   | 2   | 6  | 5    | 1+     | 4      |
| ودعوا البطولة من دور المجموعات |                          |          |     |     |     |     |    |      |        |        |
| 9                              | سوريا                    | الثانية  | 3   | 1   | 0   | 2   | 4  | 4    | 0      | 3      |
| 10                             | لبنان                    | الرابعة  | 3   | 1   | 0   | 2   | 1  | 3    | 2−     | 3      |
| 11                             | موريتانيا                | الثانية  | 3   | 1   | 0   | 2   | 3  | 7    | 4−     | 3      |
| 12                             | العراق                   | الأولى   | 3   | 0   | 2   | 1   | 1  | 4    | 3−     | 2      |
| 13                             | السعودية                 | الثالثة  | 3   | 0   | 1   | 2   | 1  | 3    | 2−     | 1      |
| 14                             | البحرين                  | الأولى   | 3   | 0   | 1   | 2   | 0  | 4    | 4−     | 1      |
| 15                             | فلسطين                   | الثالثة  | 3   | 0   | 1   | 2   | 2  | 10   | 8−     | 1      |
| 16                             | السودان                  | الرابعة  | 3   | 0   | 0   | 3   | 0  | 10   | 10−    | 0      |

## الجوائز

### جوائز البطولة
سُلِّمت الجوائز التالية في ختام البطولة، مُنحت الكرات الذهبية والفضية والبرونزية لأفضل اللاعبين في المنافسة. ومُنحت الأحذية الذهبية والفضية والبرونزية لأفضل الهدافين في المسابقة ومُنحت القفاز الذهبي لأفضل حارس مرمى في البطولة.
| الكرة الذهبية                         | الكرة الفضية                          | الكرة البرونزية                       |
| ------------------------------------- | ------------------------------------- | ------------------------------------- |
| ياسين إبراهيمي                        | يوسف بلايلي                           | أكرم عفيف                             |
| الحذاء الذهبي                         | الحذاء الفضي                          | الحذاء البرونزي                       |
| سيف الدين الجزيري                     | ياسين إبراهيمي                        | يزن النعيمات                          |
| 4 أهداف، 0 تمريرة حاسمة 511 دقيقة لعب | 3 أهداف، 1 تمريرة حاسمة 507 دقيقة لعب | 3 أهداف، 0 تمريرة حاسمة 166 دقيقة لعب |
| القفاز الذهبي                         |                                       |                                       |
| رايس مبولحي                           |                                       |                                       |
| جائزة اللعب النظيف                    |                                       |                                       |
| المغرب                                |                                       |                                       |

### فريق المسابقة
أفضل لاعبي كأس العرب هم جزء من الفريق النموذجي للبطولة الذي اختاره الاتحاد الدولي لكرة القدم. هنا هو الفريق المثالي لكأس العرب 2021.
| حارس المرمى | المدافعون                                            | لاعبو الوسط                                  | المهاجمون                               |
| ----------- | ---------------------------------------------------- | -------------------------------------------- | --------------------------------------- |
| رايس مبولحي | أحمد أبو الفتوح جمال بن العمري بدر بانون محمد الشيبي | يوسف المساكني عبد العزيز حاتم ياسين إبراهيمي | يوسف بلايلي سيف الدين الجزيري أكرم عفيف |

### جائزة رجل المباراة
سُلّمت جائزة رجل المباراة لأفضل لاعب في كل مباراة حسب تقييم لجنة التنظيم، تم تسليم ما مجموعه 32 جائزة طوال البطولة، يمكن لأي لاعب أن يحصل على الجائزة أكثر من مرة.
مرتين
| - ياسين إبراهيمي | - عمرو السولية | - حنبعل المجبري |

مرة
| - بغداد بونجاح - رايس مبولحي - يوسف بلايلي - أمير سعيود - حسين فيصل - محمد قاسم ماجد - علي علوان - محمد أبو زريق - مباكي ناديايي | - غاسوما فوفانا - جورج ملكي - عبد الإله حفيظي - يحيى جبران - أيمن الحسوني - صلاح اليحيائي - حارب السعدي - أرشد العلوي - تامر صيام | - أكرم عفيف - عبد العزيز حاتم - المعز علي - مشعل برشم - سيف الدين الجزيري - محمد دراغر - محمد عنز - كايو كانيدو كوريا |

### الجوائز المالية
بلغ مجموع الجوائز المالية المقدمة للمنتخبات 25.5 مليون دولار، فيما يلي الترتيب والجوائز المالية:
| الدور         | المركز | المنتخب                  | القيمة (دولار أمريكي) |
| ------------- | ------ | ------------------------ | --------------------- |
| النهائي       | 1      | الجزائر                  | 5 مليون               |
| النهائي       | 2      | تونس                     | 3 مليون               |
| نصف النهائي   | 3      | قطر                      | 2 مليون               |
| نصف النهائي   | 4      | مصر                      | 1.5 مليون             |
| ربع النهائي   | 5      | المغرب                   | 750 ألف               |
| ربع النهائي   | 6      | الأردن                   | 750 ألف               |
| ربع النهائي   | 7      | الإمارات العربية المتحدة | 750 ألف               |
| ربع النهائي   | 8      | عمان                     | 750 ألف               |
| دور المجموعات | 9      | سوريا                    | 500 ألف               |
| دور المجموعات | 10     | لبنان                    | 500 ألف               |
| دور المجموعات | 11     | موريتانيا                | 500 ألف               |
| دور المجموعات | 12     | العراق                   | 500 ألف               |
| دور المجموعات | 13     | السعودية                 | 500 ألف               |
| دور المجموعات | 14     | البحرين                  | 500 ألف               |
| دور المجموعات | 15     | فلسطين                   | 500 ألف               |
| دور المجموعات | 16     | السودان                  | 500 ألف               |

## التسويق

### النقل التلفزي
- الشرق الأوسط وشمال إفريقيا: بي إن سبورتس العربية، قنوات الكأس الرياضية.
- إندونيسيا: آم آن سي فيزيون، كيه فيزيون.[en 32]
- ماليزيا: أسترو سوبر سبورت.[en 33]
- قطر: بي إن سبورتس،[121] قنوات الكأس الرياضية.[122]
- كوريا الجنوبية: أس بي أس سبورتس.[en 34]
- الولايات المتحدة: فوكس سبورتس، تيليموندو ديبورتيس (النهائي).[123]
- بقية العالم: فيفا تي في (يوتيوب).[124]

### الرعاة
تنقسم الرعاية في بطولة كأس العرب 2021 إلى 3 أقسام (رعاة الفيفا، رعاة كأس العرب والرعاة الإقليميون).
| شركاء الفيفا                                                                                    | رعاة كأس العرب                 | الرعاة الإقليميون                   |
| ----------------------------------------------------------------------------------------------- | ------------------------------ | ----------------------------------- |
| - قطر للطاقة - أديداس - كوكا كولا - مجموعة واندا - هيونداي - كيا - الخطوط الجوية القطرية - فيزا | - ماكدونالدز - فيفو - بدويايزر | - أوريدو - بنك قطر الوطني - وين وين |

### باللغة العربية
1. ↑  "رئيس FIFA يؤكد مشاركة 22 دولة في كأس العرب FIFA ٢٠٢١ في قطر". الاتحاد الدولي لكرة القدم. 24 نوفمبر 2020. مؤرشف من الأصل في 2021-12-06.
2. ↑  "مونديال العرب في قطر ينطلق اليوم". الجزيرة. مؤرشف من الأصل في 2021-12-18. اطلع عليه بتاريخ 2022-02-27.
3. ↑  "قطر تستضيف بطولة دولية للمنتخبات العربية بدعم من "الفيفا"". الخليج أونلاين. مؤرشف من الأصل في 2020-06-26. اطلع عليه بتاريخ 2020-06-25.
4. ↑  "بروفة لمونديال 2022.. فيفا يدعو 22 منتخبا عربيا للمشاركة بكأس العرب في قطر". شبكة الجزيرة الاعلامية. مؤرشف من الأصل في 2020-07-26. اطلع عليه بتاريخ 2020-07-26.
5. ↑  "الفيفا وقطر تنظّمان بطولة عربية للمنتخبات في 2021". موزاييك أف أم (بfr-FR). Archived from the original on 2020-06-25. Retrieved 2020-06-25.{{استشهاد ويب}}:  صيانة الاستشهاد: لغة غير مدعومة (link)
6. ↑  العربية، مصر. "فيفا يعلن تفاصيل البطولة العربية للمنتخبات في قطر". مصر العربية. مؤرشف من الأصل في 2020-06-25. اطلع عليه بتاريخ 2020-06-25.
7. 1 2  "كاس العرب 2021 في قطر | المنتخبات العربية المشاركة ، موعد و نظام البطولة". يوتيوب. دراما سبورت. 26 يوليو 2020. مؤرشف من الأصل في 2020-07-26.
8. 1 2  "فيفا يدعو لإقامة كأس العرب 2021 في قطر". سواح برس. 26 يوليو 2020. مؤرشف من الأصل في 2020-07-26. اطلع عليه بتاريخ 2020-07-26.
9. 1 2  Kreo. "البلاد الرياضي / المنتخب الوطني لكرة القدم معفى من التصفيات المؤهلة لكأس العرب للأمم". البلاد. مؤرشف من الأصل في 2021-02-13. اطلع عليه بتاريخ 2021-02-13.
10. 1 2  "موقع المنار الرياضي » قطر وفيفا يعلنان عن بطولة دوليّة للمنتخبات العربيّة العام المقبل". موقع المنار الرياضي. مؤرشف من الأصل في 2020-06-25. اطلع عليه بتاريخ 2020-06-25.
11. 1 2  سكوب، صحفي (26 يوليو 2020). "الجزائر ستشارك في البطولة العربية بالمنتخب المحلي". الجزائر سكوب. مؤرشف من الأصل في 2020-07-26. اطلع عليه بتاريخ 2020-07-26.
12. ↑  "فيفا يختبر تكنولوجيا جديدة "نصف آلية" لكشف التسلل في كأس العرب". بي إن سبورتس. مؤرشف من الأصل في 2021-12-01. اطلع عليه بتاريخ 2021-12-06.
13. ↑  "كم تبلغ قيمة الجوائز المالية لبطولة كأس العرب 2021؟". تلفزيون سوريا. 9 ديسمبر 2021. مؤرشف من الأصل في 2021-12-10. اطلع عليه بتاريخ 2022-03-04.
14. ↑  الزين, بلحسن بن. "جريدة المغرب | حصاد النسخة العاشرة من كأس العرب 2021: حضور جماهيري فاق التوقعات..إشادة واسعة بتنظيم البطولة وبطل جديد لـ«العرب»". جريدة المغرب (بar-aa). Archived from the original on 2021-12-21. Retrieved 2022-02-26.{{استشهاد ويب}}:  صيانة الاستشهاد: لغة غير مدعومة (link)
15. ↑  "بعد تتويج الجزائر.. 7 أرقام تلخص حصاد كأس العرب 2021". العين الإخبارية. 19 ديسمبر 2021. مؤرشف من الأصل في 2021-12-19. اطلع عليه بتاريخ 2022-02-26.
16. ↑  "تونس تكتسح موريتانيا في أولى مباريات مونديال العرب.. فيديو لتحليق "نسور قرطاج" في سماء قطر". الجزيرة. مؤرشف من الأصل في 2021-12-17. اطلع عليه بتاريخ 2022-02-27.
17. ↑  "الخبر-الكشف عن مجسم كأس العرب". الخبر. مؤرشف من الأصل في 2021-11-22. اطلع عليه بتاريخ 2021-11-27.
18. ↑  "أول صورة لمجسم كأس العرب". آر تي أرابيك. مؤرشف من الأصل في 2021-11-22. اطلع عليه بتاريخ 2021-11-27.
19. ↑  "كأسٌ ساحرة توحّد العرب على أرض قطر". بي إن سبورتس. مؤرشف من الأصل في 2021-11-23. اطلع عليه بتاريخ 2021-12-06.
20. ↑  "قطر تكشف مجسم "كأس العرب" المصنوع من الذهب تزينه خريطة المنطقة ورائعة "موطني"- (صور)". القدس العربي. 22 نوفمبر 2021. مؤرشف من الأصل في 2021-11-25. اطلع عليه بتاريخ 2021-12-08.
21. ↑  "منتخب الجزائر بطلا للعرب". بي بي سي عربي. مؤرشف من الأصل في 2021-12-19. اطلع عليه بتاريخ 2022-02-26.
22. ↑  "كأس العرب.. سيف الدين الجزيري يتوج بجائزة هداف البطولة". دوت الخليج. 18 ديسمبر 2021. مؤرشف من الأصل في 2022-02-04. اطلع عليه بتاريخ 2022-02-03.
23. ↑  "إبراهيمي يفوز بجائزة الكرة الذهبية لأفضل لاعب في كأس العرب". يلا سبورت. مؤرشف من الأصل في 2022-02-04. اطلع عليه بتاريخ 2022-02-03.
24. ↑  "رايس مبولحي أفضل حارس في كأس العرب ويحصل على القفاز الذهبي". صدى البلد (بar-eg). 18 Dec 2021. Archived from the original on 2022-02-04. Retrieved 2022-02-03.{{استشهاد ويب}}:  صيانة الاستشهاد: لغة غير مدعومة (link)
25. ↑  "المنتخب المغربي ينال جائزة اللعب النظيف في كأس العرب". لوسيت انفو سبور. 18 ديسمبر 2021. مؤرشف من الأصل في 2022-02-04. اطلع عليه بتاريخ 2022-02-03.
26. ↑  القطرية، العرب؛ القطرية، العرب (18 ديسمبر 2021). "انفانتينو يؤكد استمرار تنظيم كأس العرب تحت مظلة الفيفا". العرب القطرية. مؤرشف من الأصل في 2021-12-18. اطلع عليه بتاريخ 2022-02-26.
27. ↑  "جياني إنفانتينو: كأس العرب ستستمر". الاتحاد الدولي لكرة القدم. مؤرشف من الأصل في 2022-02-26. اطلع عليه بتاريخ 2022-02-26.
28. ↑  آرابيا، آس (25 يوليو 2020). "رسميًا.. «فيفا» يدعو المنتخبات العربية للمشاركة في كأس العرب 2021 بقطر". آرابيا. مؤرشف من الأصل في 2020-07-26. اطلع عليه بتاريخ 2020-07-26.
29. ↑  "رسميا.. الـ فيفا يرسل خاطبا للدول العربية بشأن كأس العرب 2021 في قطر". نيوز هاب. مؤرشف من الأصل في 2020-07-22. اطلع عليه بتاريخ 2020-07-26.
30. ↑  "اخر الاخبار اليوم - الفيفا تدعو المنتخب الوطني للمشاركة في كأس العرب". الوحدة الاخباري. 25 يوليو 2020. مؤرشف من الأصل في 2020-07-26. اطلع عليه بتاريخ 2020-07-26.
31. ↑  "الفيفا تدعو الإتحادات العربية للمشاركة بكأس العرب في قطر". شبكة الثبات الإعلامية (بالإنجليزية). Archived from the original on 2020-07-26. Retrieved 2020-07-26.
32. ↑  ""فيفا" يرسل الدعوات للدول العربية لحضور كأس العرب 2021 في قطر". علامات أونلاين. مؤرشف من الأصل في 2020-07-26. اطلع عليه بتاريخ 2020-07-26.
33. 1 2  "إلغاء مباراة الأردن وجنوب السودان وتأهل النشامى إلى دور المجموعات من كأس العرب FIFA قطر 2021™". بي إن سبورتس. مؤرشف من الأصل في 2021-06-22. اطلع عليه بتاريخ 2021-06-22.
34. 1 2  "إلغاء مواجهة الأردن وجنوب السودان في تصفيات كأس العرب لسبب "قاهر"". أرابيك آر تي. مؤرشف من الأصل في 2021-06-22. اطلع عليه بتاريخ 2021-06-22.
35. 1 2  "احتساب فوز الأردن على جنوب السودان في تصفيات كأس العرب". صحيفة الخليج. مؤرشف من الأصل في 2021-06-22. اطلع عليه بتاريخ 2021-06-22.
36. ↑  Kreo. "البلاد الرياضي / رسميا...الجزائر ستشارك في كأس العرب 2021 بقطر بالمنتخب المحلي!". البلاد. مؤرشف من الأصل في 2020-07-26. اطلع عليه بتاريخ 2020-07-26.
37. ↑  "الجزائر ستشارك في كأس العرب 2021 بقطر بالمنتخب المحلي!". الجزائر الآن. مؤرشف من الأصل في 2020-07-26. اطلع عليه بتاريخ 2020-07-26.
38. ↑  "الجزائر ستشارك في كأس العرب 2021 بقطر بالمنتخب المحلي". الإخبارية. 26 يوليو 2020. مؤرشف من الأصل في 2020-07-26. اطلع عليه بتاريخ 2020-07-26.
39. ↑  "الفيفا تدعو تونس للمشاركة في كأس العرب للمنتخبات". موزاييك أف أم (بfr-FR). Archived from the original on 2020-07-25. Retrieved 2020-07-25.{{استشهاد ويب}}:  صيانة الاستشهاد: لغة غير مدعومة (link)
40. ↑  ""الفيفا" تدعو تونس للمشاركة في هذه الكأس". تونس الآن. 25 يوليو 2020. مؤرشف من الأصل في 2020-07-25. اطلع عليه بتاريخ 2020-07-25.
41. ↑  "يهم المنتخب التونسي: قطر والفيفا يعلنان تنظيم مونديال عربي بالدوحة في نهاية السنة المقبلة". حقائق أون لاين. مؤرشف من الأصل في 2020-07-25. اطلع عليه بتاريخ 2020-07-25.
42. ↑  "الفيفا تدعو تونس للمشاركة في كأس العرب للمنتخبات". راديو مارينا. مؤرشف من الأصل في 2020-07-26. اطلع عليه بتاريخ 2020-07-26.
43. ↑  Kreo (25 يوليو 2020). "البلاد الرياضي / رسميا .. " الفيفا" تدعو الجزائر للمشاركة في كأس العرب للمنتخبات 2021". البلاد. مؤرشف من الأصل في 2020-07-25. اطلع عليه بتاريخ 2020-07-25.
44. ↑  "الوميض - " الفيفا" تدعو "الخضر" للمشاركة في كأس العرب". الوميض. 25 يوليو 2020. مؤرشف من الأصل في 2020-07-25. اطلع عليه بتاريخ 2020-07-25.
45. ↑  "الجزائر مدعوة للمشاركة في كأس العرب للمنتخبات 2021". الحياة أونلاين. 25 يوليو 2020. مؤرشف من الأصل في 2020-07-26. اطلع عليه بتاريخ 2020-07-26.
46. ↑  يوم، أخبار كل. "اخبار المغرب | الفيفا تدعو المنتخب الوطني للمشاركة في كأس العرب". كل يوم. مؤرشف من الأصل في 2020-07-26. اطلع عليه بتاريخ 2020-07-26.
47. ↑  "ما هو مصير مشاركة منتخب مصر في كأس العرب؟". يورو سبورت. مؤرشف من الأصل في 2020-07-26. اطلع عليه بتاريخ 2020-07-26.
48. ↑  "الفيفا يدعو العراق للمشاركة في كأس العرب بقطر". كووورة. 25 يوليو 2020. مؤرشف من الأصل في 2020-07-25. اطلع عليه بتاريخ 2020-07-25.
49. ↑  نيوز، الفرات. "بالوثيقة.. الفيفا تدعو العراق للمشاركة في بطولة عربية". الفرات نيوز. مؤرشف من الأصل في 2020-06-11. اطلع عليه بتاريخ 2020-07-25.
50. ↑  نيوز، الفرات. "بالوثيقة.. الفيفا تدعو العراق للمشاركة في بطولة عربية". الفرات نيوز. مؤرشف من الأصل في 2020-07-26. اطلع عليه بتاريخ 2020-07-26.
51. ↑  "دعوة منتخب كرة القدم للمشاركة في كأس العرب في قطر". قناة المملكة. مؤرشف من الأصل في 2020-07-25. اطلع عليه بتاريخ 2020-07-25.
52. ↑  "الفيفا تدعو الأردن لبطولة كأس العرب | صدى الملاعب". وكالة رم للأنباء - أخبار عاجلة، آخر الأخبار، صور وفيدوهات للحدث. مؤرشف من الأصل في 2020-07-25. اطلع عليه بتاريخ 2020-07-25.
53. ↑  "الفيفا تدعو الأردن لبطولة كأس العرب". وكالة عمون الاخبارية. مؤرشف من الأصل في 2020-07-26. اطلع عليه بتاريخ 2020-07-26.
54. 1 2  "بوابة الوسط | (بوابة_الوسط) | فيفا تدعو منتخب ليبيا للمشاركة في بطولة العرب 2021 في قطر". موقع نبض. مؤرشف من الأصل في 2020-07-25. اطلع عليه بتاريخ 2020-07-25.
55. ↑  "الفيفا يدعو موريتانيا إلى محاكاة المونديال في كأس العرب". كووورة. 25 يوليو 2020. مؤرشف من الأصل في 2020-07-25. اطلع عليه بتاريخ 2020-07-25.
56. ↑  "الفيفا تدعو موريتانيا للمشاركة في كأس العرب فيفا 2021". وكالة الوئام الوطني للأنباء الموريتانية. 25 يوليو 2020. مؤرشف من الأصل في 2020-07-25. اطلع عليه بتاريخ 2020-07-25.
57. ↑  "الفيفا يدعو ليبيا للمشاركة في كأس العرب". كووورة. 24 يوليو 2020. مؤرشف من الأصل في 2020-07-25. اطلع عليه بتاريخ 2020-07-25.
58. ↑  "الفيفا يدعو الكويت للمشاركة في كأس العرب بقطر 2021". الخليج أونلاين. مؤرشف من الأصل في 2020-07-25. اطلع عليه بتاريخ 2020-07-25.
59. ↑  "سحب قرعة بطولة كأس العرب فيفا قطر 2021™ الثلاثاء المقبل". الاتحاد الدولي لكرة القدم. مؤرشف من الأصل في 2021-11-30. اطلع عليه بتاريخ 2021-12-06.
60. ↑  "قرعة كأس العرب فيفا قطر 2021™ في أرقام". الاتحاد الدولي لكرة القدم. مؤرشف من الأصل في 2021-12-02. اطلع عليه بتاريخ 2021-12-06.
61. 1 2  "الإثارة تتزايد قبل قرعة كأس العرب فيفا قطر 2021™". الاتحاد الدولي لكرة القدم. مؤرشف من الأصل في 2021-12-06. اطلع عليه بتاريخ 2021-12-06.
62. ↑  "إعادة: قرعة كأس العرب فيفا قطر 2021™ مباشرة". الاتحاد الدولي لكرة القدم. مؤرشف من الأصل في 2021-12-06. اطلع عليه بتاريخ 2021-12-06.
63. ↑  "الإعلان عن قوائم المنتخبات المشاركة في كأس العرب ٢٠٢١™". الاتحاد الدولي لكرة القدم. مؤرشف من الأصل في 2021-11-30. اطلع عليه بتاريخ 2021-12-06.
64. ↑  "القوائم الرسمية للمنتخبات المشاركة في كأس العرب" (PDF). مؤرشف من الأصل (PDF) في 2021-11-26.
65. ↑  "قطر تشارك في كأس العرب بقائمة مدججة بالنجوم". بي إن سبورتس. 19 نوفمبر 2021. مؤرشف من الأصل في 2021-11-22.
66. ↑  "مطر ومبخوت على رأس قائمة الإمارات لكأس العرب". غول. مؤرشف من الأصل في 2021-11-22. اطلع عليه بتاريخ 2021-11-22.
67. ↑  "قائمة لاعبي منتخب سوريا المشاركين في بطولة كأس العرب". مراسلون. 20 نوفمبر 2021. مؤرشف من الأصل في 2021-11-24.
68. ↑  "تعيين حكام كأس العرب فيفا قطر 2021™". الاتحاد الدولي لكرة القدم. مؤرشف من الأصل في 2021-11-28. اطلع عليه بتاريخ 2021-12-06.
69. ↑  "تقرير كووورة.. 6 ملاعب مونديالية جاهزة لاستقبال كأس العرب". كووورة. 25 نوفمبر 2021. مؤرشف من الأصل في 2022-03-04. اطلع عليه بتاريخ 2022-03-04.
70. ↑  "قطر.. 6 ملاعب مونديالية تتأهب لاستضافة كأس العرب". التقارير. مؤرشف من الأصل في 2021-11-08. اطلع عليه بتاريخ 2022-03-04.
71. ↑  هنداوي، ماهر (9 نوفمبر 2021). "تعرف على ملاعب بطولة كأس العرب 2021 بقطر.. تنطلق أول ديسمبر". الوطن. مؤرشف من الأصل في 2022-03-04. اطلع عليه بتاريخ 2022-03-04.
72. ↑  "كأس العرب 2021: انضمام "الثمامة" و"رأس بوعبود" للملاعب المضيفة (منظمون) - فرانس 24". فرانس 24. 8 فبراير 2021. مؤرشف من الأصل في 2022-03-04. اطلع عليه بتاريخ 2022-03-04.
73. ↑  "الملاعب المستضيفة لـ بطولة كأس العرب 2021". بال بلس. 30 نوفمبر 2021. مؤرشف من الأصل في 2022-03-04. اطلع عليه بتاريخ 2022-03-04.
74. ↑  "تعرف على الملاعب المستضيفة لمونديال العرب في قطر". الجزيرة نت. مؤرشف من الأصل في 2021-11-23. اطلع عليه بتاريخ 2022-03-04.
75. ↑  "بحضور الأمير تميم وبكلمات عربية من إنفانتينو.. حفل افتتاح مميز لمونديال العرب في قطر". الجزيرة. مؤرشف من الأصل في 2022-02-23. اطلع عليه بتاريخ 2022-02-27.
76. ↑  "افتتاح كأس العرب .. حديث العالم". الوطن (بالإنجليزية الأمريكية). Archived from the original on 2021-12-02. Retrieved 2022-03-06.
77. ↑  "شاهد.. افتتاح مبهر لكأس العرب في قطر وعزف النشيد الوطني للمنتخبات المشاركة (فيديو وصور)". RT Arabic. مؤرشف من الأصل في 2021-12-02. اطلع عليه بتاريخ 2022-02-27.
78. ↑  Welle (www.dw.com), Deutsche. "افتتاح كأس العرب في قطر.. رسائل عديدة "من دوحة العرب" | DW | 01.12.2021". DW.COM (بar-AE). Archived from the original on 2022-01-26. Retrieved 2022-02-27.{{استشهاد ويب}}:  صيانة الاستشهاد: لغة غير مدعومة (link)
79. 1 2  "جدول مباريات كأس العرب فيفا قطر 2021™" (PDF). مؤرشف من الأصل (PDF) في 2021-12-06.
80. ↑  "جدول مباريات كأس العرب 2021 القنوات الناقلة والمجموعات | Goal.com". www.goal.com. مؤرشف من الأصل في 2021-06-20. اطلع عليه بتاريخ 2022-02-06.
81. ↑  "كأس العرب فيفا قطر 2021™: العراق - عمان". الاتحاد الدولي لكرة القدم. مؤرشف من الأصل في 2021-12-03. اطلع عليه بتاريخ 2021-12-03.
82. ↑  "كأس العرب فيفا قطر 2021™: قطر - البحرين". الاتحاد الدولي لكرة القدم. مؤرشف من الأصل في 2021-12-03. اطلع عليه بتاريخ 2021-12-03.
83. ↑  "كأس العرب فيفا قطر 2021™: البحرين - العراق". الاتحاد الدولي لكرة القدم. مؤرشف من الأصل في 2021-12-03. اطلع عليه بتاريخ 2021-12-03.
84. ↑  "كأس العرب فيفا قطر 2021™: عمان - قطر". الاتحاد الدولي لكرة القدم. مؤرشف من الأصل في 2021-12-03. اطلع عليه بتاريخ 2021-12-03.
85. ↑  "كأس العرب فيفا قطر 2021™: عمان - البحرين". الاتحاد الدولي لكرة القدم. مؤرشف من الأصل في 2021-12-06. اطلع عليه بتاريخ 2021-12-06.
86. ↑  "كأس العرب فيفا قطر 2021™: قطر - العراق". الاتحاد الدولي لكرة القدم. مؤرشف من الأصل في 2021-12-06. اطلع عليه بتاريخ 2021-12-06.
87. ↑  "كأس العرب فيفا قطر 2021™: تونس - موريتانيا". الاتحاد الدولي لكرة القدم. مؤرشف من الأصل في 2021-12-03. اطلع عليه بتاريخ 2021-12-03.
88. ↑  "كأس العرب فيفا قطر 2021™: الإمارات العربية المتحدة - سوريا". الاتحاد الدولي لكرة القدم. مؤرشف من الأصل في 2021-12-03. اطلع عليه بتاريخ 2021-12-03.
89. ↑  "كأس العرب فيفا قطر 2021™: موريتانيا - الإمارات العربية المتحدة". الاتحاد الدولي لكرة القدم. مؤرشف من الأصل في 2021-12-03. اطلع عليه بتاريخ 2021-12-03.
90. ↑  "كأس العرب فيفا قطر 2021™: سوريا - تونس". الاتحاد الدولي لكرة القدم. مؤرشف من الأصل في 2021-12-03. اطلع عليه بتاريخ 2021-12-03.
91. ↑  "كأس العرب فيفا قطر 2021™: سوريا - موريتانيا". الاتحاد الدولي لكرة القدم. مؤرشف من الأصل في 2021-12-06. اطلع عليه بتاريخ 2021-12-06.
92. ↑  "كأس العرب فيفا قطر 2021™: تونس - الإمارات العربية المتحدة". الاتحاد الدولي لكرة القدم. مؤرشف من الأصل في 2021-12-06. اطلع عليه بتاريخ 2021-12-06.
93. ↑  "كأس العرب فيفا قطر 2021™: المغرب - فلسطين". الاتحاد الدولي لكرة القدم. مؤرشف من الأصل في 2021-12-03. اطلع عليه بتاريخ 2021-12-03.
94. ↑  "كأس العرب فيفا قطر 2021™: السعودية - الأردن". الاتحاد الدولي لكرة القدم. مؤرشف من الأصل في 2021-12-03. اطلع عليه بتاريخ 2021-12-03.
95. ↑  "كأس العرب فيفا قطر 2021™: الأردن - المغرب". الاتحاد الدولي لكرة القدم. مؤرشف من الأصل في 2021-12-03. اطلع عليه بتاريخ 2021-12-03.
96. ↑  "كأس العرب فيفا قطر 2021™: فلسطين - السعودية". الاتحاد الدولي لكرة القدم. مؤرشف من الأصل في 2021-12-03. اطلع عليه بتاريخ 2021-12-03.
97. ↑  "كأس العرب فيفا قطر 2021™: المغرب - السعودية". الاتحاد الدولي لكرة القدم. مؤرشف من الأصل في 2021-12-06. اطلع عليه بتاريخ 2021-12-06.
98. ↑  "كأس العرب فيفا قطر 2021™: الأردن - فلسطين". الاتحاد الدولي لكرة القدم. مؤرشف من الأصل في 2021-12-06. اطلع عليه بتاريخ 2021-12-06.
99. ↑  "كأس العرب فيفا قطر 2021™: الجزائر - السودان". الاتحاد الدولي لكرة القدم. مؤرشف من الأصل في 2021-12-03. اطلع عليه بتاريخ 2021-12-03.
100. ↑  "كأس العرب فيفا قطر 2021™: مصر - لبنان". الاتحاد الدولي لكرة القدم. مؤرشف من الأصل في 2021-12-03. اطلع عليه بتاريخ 2021-12-03.
101. ↑  "كأس العرب فيفا قطر 2021™: لبنان - الجزائر". الاتحاد الدولي لكرة القدم. مؤرشف من الأصل في 2021-12-03. اطلع عليه بتاريخ 2021-12-03.
102. ↑  "كأس العرب فيفا قطر 2021™: السودان - مصر". الاتحاد الدولي لكرة القدم. مؤرشف من الأصل في 2021-12-03. اطلع عليه بتاريخ 2021-12-03.
103. ↑  "كأس العرب فيفا قطر 2021™: الجزائر - مصر". الاتحاد الدولي لكرة القدم. مؤرشف من الأصل في 2021-12-06. اطلع عليه بتاريخ 2021-12-06.
104. ↑  "كأس العرب فيفا قطر 2021™: لبنان - السودان". الاتحاد الدولي لكرة القدم. مؤرشف من الأصل في 2021-12-09. اطلع عليه بتاريخ 2021-12-06.
105. ↑  "كأس العرب: برنامج مقابلات الدور ربع النهائي". Akher khabar online. مؤرشف من الأصل في 2022-02-06. اطلع عليه بتاريخ 2022-02-06.
106. ↑  "كووورة: الموقع العربي الرياضي الأول - كأس العرب 2021 - الربع النهائي". كووورة. مؤرشف من الأصل في 2021-12-05. اطلع عليه بتاريخ 2022-02-28.
107. ↑  "كووورة: الموقع العربي الرياضي الأول - كأس العرب 2021 - النصف النهائي". كووورة. مؤرشف من الأصل في 2021-12-05. اطلع عليه بتاريخ 2022-02-28.
108. ↑  "كووورة: الموقع العربي الرياضي الأول - كأس العرب 2021 - مباراة تحديد المركز الثالث". كووورة. مؤرشف من الأصل في 2021-12-05. اطلع عليه بتاريخ 2022-02-28.
109. ↑  "مواعيد مباريات دور نصف نهائي كأس العرب 2021". موقع مراسلون. 12 ديسمبر 2021. مؤرشف من الأصل في 2021-12-12. اطلع عليه بتاريخ 2022-02-06.
110. ↑  "كأس العرب فيفا قطر 2021™: تونس - عمان". الاتحاد الدولي لكرة القدم. مؤرشف من الأصل في 2021-12-09. اطلع عليه بتاريخ 2021-12-09.
111. ↑  "كأس العرب فيفا قطر 2021™: قطر - الإمارات العربية المتحدة". الاتحاد الدولي لكرة القدم. مؤرشف من الأصل في 2021-12-10. اطلع عليه بتاريخ 2021-12-10.
112. ↑  "كأس العرب فيفا قطر 2021™: مصر - الأردن". الاتحاد الدولي لكرة القدم. مؤرشف من الأصل في 2021-12-10. اطلع عليه بتاريخ 2021-12-10.
113. ↑  "كأس العرب فيفا قطر 2021™: المغرب - الجزائر". الاتحاد الدولي لكرة القدم. مؤرشف من الأصل في 2021-12-09. اطلع عليه بتاريخ 2021-12-09.
114. ↑  "كأس العرب فيفا قطر 2021™: تونس - مصر". الاتحاد الدولي لكرة القدم. مؤرشف من الأصل في 2021-12-15. اطلع عليه بتاريخ 2021-12-15.
115. ↑  "كأس العرب فيفا قطر 2021™: قطر - الجزائر". الاتحاد الدولي لكرة القدم. مؤرشف من الأصل في 2021-12-15. اطلع عليه بتاريخ 2021-12-15.
116. ↑  "كأس العرب فيفا قطر 2021™: مصر - قطر". الاتحاد الدولي لكرة القدم. مؤرشف من الأصل في 2021-12-17. اطلع عليه بتاريخ 2021-12-17.
117. ↑  "كأس العرب فيفا قطر 2021™: تونس - الجزائر". الاتحاد الدولي لكرة القدم. مؤرشف من الأصل في 2021-12-17. اطلع عليه بتاريخ 2021-12-17.
118. ↑  "كأس العرب 2021 - الهدافين، كووورة: الموقع العربي الرياضي الأول". كووورة. مؤرشف من الأصل في 2021-12-05. اطلع عليه بتاريخ 2021-12-05.
119. ↑  "تعرف على التشكيلة المثالية لبطولة كأس العرب 2021 - ملاعب". ملاعب. 19 ديسمبر 2021. مؤرشف من الأصل في 2021-12-20. اطلع عليه بتاريخ 2022-03-01.
120. ↑  اليوم، دبي-الامارات. "تعرف إلى الترتيب النهائي للمنتخبات في ختام كأس العرب.. والجوائز المالية لكل فريق". الامارات اليوم. مؤرشف من الأصل في 2021-12-19. اطلع عليه بتاريخ 2022-03-02.
121. ↑  "موعد قرعة كأس العرب والقنوات الناقلة وأبرز التفاصيل". العين الإخبارية. 26 أبريل 2021. مؤرشف من الأصل في 2021-06-21. اطلع عليه بتاريخ 2021-06-19.
122. ↑  "الهتمي: قنوات الكاس تؤمن تغطية غير مسبوقة لمنافسات مونديال العرب". قنوات الكأس الرياضية. مؤرشف من الأصل في 2021-12-06. اطلع عليه بتاريخ 2021-12-06.
123. ↑  "مجموعة beIN الإعلامية تنال حقوق بث كأس العرب فيفا قطر 2021™". بي إن سبورتس. مؤرشف من الأصل في 2021-11-28. اطلع عليه بتاريخ 2021-12-06.
124. ↑  "جدول مباريات كأس العرب 2021 القنوات الناقلة والمجموعات". غول. مؤرشف من الأصل في 2021-06-21. اطلع عليه بتاريخ 2021-06-19.

### بلغات أجنبية
1. ↑  "FIFA Arab Cup 2021™". www.fifa.com (بالإنجليزية). Archived from the original on 2022-02-26. Retrieved 2022-02-26.
2. ↑  Lantheaume, Romain (30 Nov 2021). "FIFA Coupe Arabe : équipes, stars, favoris… Tout savoir avant le coup d'envoi". Afrik-Foot (بfr-FR). Archived from the original on 2021-12-01. Retrieved 2022-01-06.{{استشهاد ويب}}:  صيانة الاستشهاد: لغة غير مدعومة (link)
3. ↑  Touileb, Mohamed (4 Dec 2021). "Série d'invincibilité : L'Algérie égale l'Espagne et le Brésil mais…". La Gazette du Fennec (بfr-FR). Archived from the original on 2021-12-09. Retrieved 2022-01-06.{{استشهاد ويب}}:  صيانة الاستشهاد: لغة غير مدعومة (link)
4. ↑  "Diffusion TV, streaming, programme… Tout savoir sur la Coupe Arabe des Nations | Goal.com". www.goal.com. مؤرشف من الأصل في 2021-12-01. اطلع عليه بتاريخ 2022-01-06.
5. ↑  "C'est quoi cette Coupe arabe de la FIFA ?". SOFOOT.com (بالفرنسية). Archived from the original on 2021-12-20. Retrieved 2022-01-06.
6. ↑  "FIFA Arab Cup 2021 Qatar - Results, fixtures, tables and stats - Global Sports Archive". globalsportsarchive.com. مؤرشف من الأصل في 2021-10-21. اطلع عليه بتاريخ 2022-03-02.
7. ↑  "Match Report of Libya vs Sudan - 2021-06-19 - FIFA Arab Cup - Global Sports Archive". globalsportsarchive.com. مؤرشف من الأصل في 2021-10-04. اطلع عليه بتاريخ 2022-03-02.
8. ↑  "Match Report of Oman vs Somalia - 2021-06-20 - FIFA Arab Cup - Global Sports Archive". globalsportsarchive.com. مؤرشف من الأصل في 2021-10-07. اطلع عليه بتاريخ 2022-03-02.
9. ↑  "Match Report of Jordan vs South Sudan - 2021-06-21 - FIFA Arab Cup - Global Sports Archive". globalsportsarchive.com. مؤرشف من الأصل في 2021-11-11. اطلع عليه بتاريخ 2022-03-02.
10. ↑  "Match Report of Mauritania vs Yemen - 2021-06-22 - FIFA Arab Cup - Global Sports Archive". globalsportsarchive.com. مؤرشف من الأصل في 2021-10-23. اطلع عليه بتاريخ 2022-03-02.
11. ↑  "Match Report of Lebanon vs Djibouti - 2021-06-23 - FIFA Arab Cup - Global Sports Archive". globalsportsarchive.com. مؤرشف من الأصل في 2021-12-01. اطلع عليه بتاريخ 2022-03-02.
12. ↑  "Match Report of Palestine vs Comoros - 2021-06-24 - FIFA Arab Cup - Global Sports Archive". globalsportsarchive.com. مؤرشف من الأصل في 2021-10-07. اطلع عليه بتاريخ 2022-03-02.
13. ↑  "Match Report of Bahrain vs Kuwait - 2021-06-25 - FIFA Arab Cup - Global Sports Archive". globalsportsarchive.com. مؤرشف من الأصل في 2021-10-07. اطلع عليه بتاريخ 2022-03-02.
14. ↑  "Libya receives invitation to participate in FIFA-backed pan-Arab tournament 2021 in Qatar | The Libya Observer". www.libyaobserver.ly (بالإنجليزية). Archived from the original on 2020-07-26. Retrieved 2020-07-26.
15. ↑  "2021 FIFA Arab Cup teams". FIFA. 2021. مؤرشف من الأصل في 2021-11-13.
16. ↑  "Arab Cup – Saudi Arabia participates in the second row and without Herve Renard". FilGoal (بالإنجليزية الأمريكية). 18 Nov 2021. Archived from the original on 2021-11-18. Retrieved 2021-11-18.
17. ↑  "Coupe Arabe 2021 : Bougherra annonce sa liste définitive". Ennahar Online. 20 نوفمبر 2021. مؤرشف من الأصل في 2021-11-21.
18. ↑  "Coupe arabe de la FIFA : La liste de la Mauritanie connue". Africa Top Sports. Alfred Zikpi. 20 نوفمبر 2021. مؤرشف من الأصل في 2021-11-27.
19. ↑  "PFA Announces 24 man squad ahead of FIFA Arab Cup". footballpalestine.com (بالإنجليزية الأمريكية). Archived from the original on 2021-11-18. Retrieved 2021-11-18.
20. ↑  "List of appointed Match Officials" (PDF). FIFA.com. Fédération Internationale de Football Association. مؤرشف من الأصل (PDF) في 2021-10-26.
21. ↑  "Al Bayt Stadium: A uniquely Qatari stadium, to rival the best in the world". 8 يناير 2018. مؤرشف من الأصل في 2019-09-10.
22. ↑  "Tradition and innovation come together as striking Al Janoub Stadium in Al Wakrah City is opened". 16 مايو 2019. مؤرشف من الأصل في 2019-07-11.
23. ↑  "Al Thuymama Stadium: A tribute to our region". 8 يناير 2018. مؤرشف من الأصل في 2019-07-31.
24. ↑  "Ras Abu Aboud Stadium: A legacy for the community". 8 يناير 2018. مؤرشف من الأصل في 2019-07-31.
25. ↑  "Qatar Foundation Stadium: An amazing experience for fans & a bright future for football". 8 يناير 2018. مؤرشف من الأصل في 2018-01-08. اطلع عليه بتاريخ 2018-01-08.
26. ↑  "Al Rayyan Stadium: The gateway to the desert opens its doors to the world". 8 يناير 2018. مؤرشف من الأصل في 2019-07-31.
27. ↑  "FIFA Arab Cup  Qatar 2021 Regulations" (PDF). FIFA. مؤرشف من الأصل (PDF) في 2021-08-03. اطلع عليه بتاريخ 2021-04-03.
28. ↑  "Regarder : Une cérémonie fulgurante pour l'ouverture de la Coupe arabe.. Les Arabes unis en 30 minutes". www.arabiaweather.com (بالفرنسية). Archived from the original on 2021-12-01. Retrieved 2022-02-27.
29. ↑  Islam. "Une cérémonie d'ouverture grandiose Le Qatar épate d'entrée". www.competition.dz (بfr-fr). Archived from the original on 2021-12-01. Retrieved 2022-02-27.{{استشهاد ويب}}:  صيانة الاستشهاد: لغة غير مدعومة (link)
30. ↑  "FIFA Arab Cup 2021™ - Matches - FIFA.com". الاتحاد الدولي لكرة القدم (بالإنجليزية البريطانية). Archived from the original on 2021-06-01. Retrieved 2021-06-19.
31. ↑  "Golden reward for Brahimi, Mbohli and Jaziri". الاتحاد الدولي لكرة القدم (بالإنجليزية). Archived from the original on 2021-12-24. Retrieved 2021-12-24.
32. ↑  "beIN SPORTS Acquires Rights to FIFA Arab Cup Qatar 2021". Al Bawaba (بالإنجليزية). 27 Nov 2021. Archived from the original on 2021-12-07.
33. ↑  "the frequency of the AlKass open channel, the carrier of the Arab Cup matches". Middleeast in-24 (بالإنجليزية). 4 Dec 2021. Archived from the original on 2021-12-08.
34. ↑  "FIFA 2021 아랍 컵". SBS (بالكورية). Archived from the original on 2021-12-12. Retrieved 2021-12-12.
35. ↑  "Fifa brings QatarEnergy on board as Arab Cup partner | Featured News| News | Sportcal". www.sportcal.com. مؤرشف من الأصل في 2022-03-04. اطلع عليه بتاريخ 2022-03-04.
36. ↑  "FIFA and adidas extend partnership until 2030". الاتحاد الدولي لكرة القدم (بالإنجليزية). 21 Nov 2013. Archived from the original on 2017-06-28. Retrieved 2017-05-10.
37. ↑  Matthews, Sam (22 Nov 2005). "Coca-Cola renews Fifa football sponsorship until 2022" (بالإنجليزية). Campaign. Archived from the original on 2017-08-27. Retrieved 2017-05-10.
38. ↑  Wilson, Bill (18 Mar 2016). "Fifa signs China's Wanda as partner". BBC News (بالإنجليزية البريطانية). Archived from the original on 2019-06-11. Retrieved 2018-12-06.
39. ↑  "Hyundai-Kia drives on as FIFA Partner until 2022". الاتحاد الدولي لكرة القدم (بالإنجليزية). 24 Nov 2010. Archived from the original on 2017-06-18. Retrieved 2017-05-10.
40. ↑  "Hyundai-Kia drives on as FIFA Partner until 2022 - FIFA.com". www.fifa.com. 28 فبراير 2022. مؤرشف من الأصل في 2018-09-10.
41. ↑  "Qatar Airways announced as Official Partner and Official Airline of FIFA until 2022". الاتحاد الدولي لكرة القدم (بالإنجليزية). 7 May 2017. Archived from the original on 2017-05-11. Retrieved 2017-05-10.
42. ↑  Mickle, Tripp (1 Apr 2013). "Visa extending World Cup deal for eight years". Sports Business Daily (بالإنجليزية). Archived from the original on 2017-08-27. Retrieved 2017-05-10.
43. ↑  "VIVO est désormais le sponsor officiel pour smartphone de la FIFA Arab Cup Qatar 2021 -" (بالفرنسية). 29 Nov 2021. Archived from the original on 2022-03-04. Retrieved 2022-03-04.
44. ↑  (AP). "Budweiser to continue as World Cup sponsor". Khaleej Times (بالإنجليزية). Archived from the original on 2022-03-04. Retrieved 2022-03-04.
45. ↑  Sale, Jessie (9 Nov 2021). "Ooredoo sponsors upcoming FIFA World Cup and FIFA Arab Cup Qatar". Insider Sport (بالإنجليزية الأمريكية). Archived from the original on 2021-11-09. Retrieved 2022-03-04.
46. ↑  "QNB Official Regional Supporter of the first FIFA Arab Cup 2021™". www.qnb.com.tn. مؤرشف من الأصل في 2022-03-04. اطلع عليه بتاريخ 2022-03-04.
47. ↑  "Digital platforms Baaz and Winwin sign as regional supporters of Fifa Arab Cup". SportBusiness (بالإنجليزية الأمريكية). 26 Oct 2021. Archived from the original on 2022-03-04. Retrieved 2022-03-04.

## وصلات خارجية
- الموقع الرسمي